# Francisco Inalicán
Francisco Inalicán fue un sacerdote mapuche que sirvió en la Orden Franciscana y fue partícipe de la campaña libertadora de José de San Martín durante sus años de servicio como sacerdote franciscano. Fue capellán y cura de la primera iglesia que estuvo regida en el Fuerte San Rafael del Diamante durante su tiempo de servicio.

## Biografía
Nació en Inperial, Chillán, Chile. Hijo de Felipe Quiñelicán, cacique principal de La Imperial, y de Juana Villa. Vistió el hábito franciscano en 1794 e hizo su profesión solemne el 26 de marzo de 1795. Se ordenó de presbítero en Santiago de Chile como miembro de la Orden franciscana en 1800..Su primer destino fue el de capellán del Fuerte San Rafael del Diamante en Mendoza, ejerciendo su ministerio entre los pehuenches. En 1805 era padre maestro dentro de su Orden y enseñaba gramática en el convento franciscano de la ciudad de Mendoza. En ese mismo año acompañó al comandante de Milicias Urbanas Miguel Félix Meneses en una expedición pacificadora de los indios del sur de Cuyo. No sabemos exactamente en que fecha fue capellán del fuerte de San Carlos, también en Mendoza. En los primeros días de octubre de 1814 San Martín, por entonces gobernador intendente de Cuyo, le comunicaba a los caciques pehuenches a través de fray Francisco Inalicán que el reino de Chile había caído en manos de los españoles, enemigo común, pidiéndoles que informaran sobre cualquier movimiento de la frontera. En 1817, por su cercanía y contacto con los pehuenches, el General San Martín le encargó que los convenciera para que ayudaran al Ejército Libertador a cruzar los Andes.
Se desconoce el lugar de su fallecimiento.